# Фике дю Боккаж, Анн-Мари
Анн-Мари Фике дю Боккаж (фр. Anne-Marie du Boccage; 22 октября 1710, Руан — 8 августа 1802, Париж) — французская поэтесса, переводчица, драматург, хозяйка литературного салона.

## Биография
Происходила из дворянской руанской семьи. В 1727 году вышла замуж за писателя Пьера Жозефа Фике. В 1733 году вместе с мужем переехала в Париж, где они организовали литературный салон. В июле 1746 года получила, что было исключительным в отношении женщины в то время, приз за своё стихотворение от академии Руана. Её поэзию восхваляли Фонтенель и Вольтер (последний в письме от 14 августа 1746 года даже назвал её «Сафо Нормандии»), однако уже в конце XIX века её произведения назывались «посредственными». В 1756 году стала членом Руанской академии наук, в 1758 году — Лионской. Позже вместе с мужем совершила поездку по Италии, стала иностранным членом академий Рима и Болоньи.
Писала поэмы, трагедии, путевые очерки, также много занималась переводами и вела обширную переписку с рядом интеллектуалов своего времени. Написала «Paradis terrestre» (февраль 1748) — подражание Мильтону — и другие переделки итальянских и английских образцов. Из собственных её произведений известна эпическая поэма «La colombiade» (эпос в 10 песнях, 1756; сочинение удостоилось высокой оценки Вольтера, было трижды переиздано в Париже и переведено на английский, испанский, немецкий и итальянский языки). Современники называли её forma Venus, arte Minerva. Большое число её стихотворений с конца 1740-х по 1760-е годы публиковалось в «Mercure de France». После успеха её подражания Мильтону написала трагедию в стихах «Les Amazones», которая с успехом была поставлена в Комеди-Франсез 24 июля 1749 года, хотя и встретила противоречивые отзывы. Её «Lettres sur l’Angleterre, la Hollande et l’Italie» свидетельствуют о почёте, каким она пользовалась во время путешествия по этим странам (Англии, Голландии и Италии). Её сочинения были изданы в Лионе («Oeuvres poétiques», 1762) и Париже («Oeuvres politiques», 1788).
Её муж, Пьер-Жозеф Фике дю Боккаж (1700 — август 1767), талантливо обрабатывал английские пьесы и издал «Mélanges de différentes pièces, traduites d’anglais» (1761) и «Lettres sur le théâtre anglais» (1722).